# 産直住宅
産直住宅（さんちょくじゅうたく）とは、日本の木材産地による自産地材を用いた住宅の建築を促す取組および当該取組で建築された住宅である。1980年代以降に広がりを見せ、2020年代においても岐阜県や宮崎県などで取組が続いている。

## 概要
平成9年度林業白書では国産材利活用推進の取組の一つとして産直住宅を例示するとともに「産地の製材品等を使用した住宅を都市部の消費者等に直接提供するもの」と説明している。一方で、これが全国的に統一された定義となっているとまではいえず、特定の産地の木材を使用した住宅であることを外縁としつつも、取組の実施主体・主導者によって個別の定義付けがされているのが実態である。
取組の類型別にみても、木材産地の林業関係者や自治体が主導するもののほか、消費地側が主導して特定産地の木材を直接購入して住宅を建築するものや、これらの中間形態といえるものがあり、個々で提唱する範囲も、地元の木材で住宅を建築する、特定産地の木材による住宅を産地外で建築する、特定産地の木材だけではなく当該地域の職人・技術もセットで住宅を建築するなどとバリエーションがある。

## 動向
1982年から始まった岩手県気仙郡住田町による気仙スギ住宅の販売運動が産直住宅と銘打たれた取組の草分けとされている。以降、同地以外にも取組が広がり、1987年の林野庁調査では産直住宅販売を行う73事業体の存在、1996年の岐阜県調査では99事業体により年間3,000棟程度の住宅建築が行われていたとしている。2000年代以降各地への広がりは停滞するが、2020年代においても岐阜県や宮崎県では県レベルの取組が継続している。
また、国際的な森林認証制度を取得した宮崎県東臼杵郡諸塚村による産直住宅システムや同県西臼杵郡の森林組合が福岡県の長崎材木店と提携した伐採後の再造林と一体化した取組を「西臼杵型産直住宅システム」と名付けるなど、山林経営と関連付けた差別化・細分化も進んでいる。このほか、栃木県の栃毛木材工業による森林由来J-クレジットと結び付けた訴求など、環境保護・環境負荷低減対策としての展開も進んでいる。